# Darwin Nieves
Darwin Nieves (sinh ngày 24 tháng 6 năm 1990 ở Montevideo, Uruguay) là một cầu thủ bóng đá người Uruguay hiện tại thi đấu cho Arturo Fernández Vial của Segunda División Chilena.

## Đội bóng
- Liverpool 2010-2011
- Arturo Fernández Vial 2012–nay